# In nome dell'amore - Volume 1
In nome dell'amore - Volume 1 è l'ottavo album del cantautore pop italiano Alex Britti, pubblicato il 20 novembre 2015 dall'etichetta discografica It.Pop.
Il brano Un attimo importante è stato presentato al Festival di Sanremo 2015.
Il brano Perché, che affronta il tema della violenza sulle donne, è tra i candidati per il premio "Voci per la libertà" per Amnesty Italia del 2016.

## Tracce
Testi e musiche di Alex Britti, eccetto dove indicato.
1. In nome dell'amore
2. Perché?
3. Ti scrivo una canzone (Alex Britti, Zibba)
4. Un attimo importante
5. Cinque petali di rosa (Alex Britti, Kaballà, Francesco Bianconi)
6. Da questa parte del mondo (Alex Britti, Zibba)
7. Tra il Tevere e il blues
8. Ti scrivo una canzone (lounge) (Alex Britti, Zibba)

## Musicisti
- Alex Britti - voce, chitarra, basso, programmazione batteria e tastiere
- Stefano Sastro - tastiere
- Gabriella Scalise e Claudia Arvati - cori su “Perché?” e “Ti scrivo una canzone”